# イラン・リヤル
イラン・リヤル（ペルシア語: ریال ایران、英語: Iranian rial）とは、イランの法定通貨である。ISO 4217の通貨コードはIRR。補助単位はディナールで、1リヤル=100ディナールであるが、インフレーション進行により、現在は流通していない。

## 歴史
リヤルは1798年に1250ディナールの価値がある貨幣として導入されたのが最初であった。その後イランでは様々な通貨単位が使われていたが、1932年に通貨単位の十進法導入を機に現在の貨幣体系になった。
為替相場は1932年当時はイギリス・ポンドにリンクしていたが、1945年以降はアメリカ･ドルにリンクしていた。しかし1979年に勃発したイスラーム革命により親米派の王朝が倒れ、反米的な革命政権が誕生したことから、アメリカ資本が逃避したため、インフレーションが発生し恒常的に年率20％台である。そのため、紙幣の高額化が進行しており、他の中東産油国では湾岸戦争やイラク戦争で疲弊したイラクの通貨のイラク・ディナールよりも高額面が発行されている。
2018年、欧米各国はイランの核開発に対し経済制裁を行うこととし、国際銀行間通信協会からイランの銀行を排除。国際間の決済サービスが利用できなくなったことにより、イラン・リヤルの価値は制裁前の約6分の1に暴落した。

## 紙幣
帝政時代に発行されていた紙幣には、全ての紙幣に皇帝パフラヴィー2世の肖像画が描かれていたが、イラン革命が勃発すると彼の肖像画を文様で覆い隠した紙幣が暫定措置として発行された。
その後、革命政権はモスクや革命をたたえる群衆などを描いた紙幣を順次発行したが、現在では全ての紙幣に初代最高指導者であるホメイニー師の肖像画が描かれている。
慢性的なインフレーションにより、最高額紙幣の10万リアルでも2.4ドル程度(2023年8月現在)という低レートとなっている。そこで決済の便宜を図るため、さらに高額の「イラン・チェック」と呼ばれる小切手が発行されている。こちらは厳密には紙幣ではないものの、紙幣と同様に市場で流通している。